# Maecky Ngombo
Maecky Fred Ngombo Sansoni (Liegi, 31 marzo 1995) è un calciatore belga, attaccante del Verviétois.

## Caratteristiche tecniche
È un centravanti.

## Carriera

### Club
Cresciuto nelle giovanili del Roda JC, ha esordito in prima squadra il 6 dicembre 2015 in un match pareggiato 0-0 contro il Groningen. Si è trasferito al Fortuna Düsseldorf nel 2016, ma solamente dopo una stagione viene ceduto in prestito al Milton Dons. 
Nel gennaio 2018, Ngombo è tornato al Roda JC firmando un contratto di sei mesi.
L'11 luglio 2018 viene acquistato dal Bari, tuttavia rimane svincolato dopo pochi giorni per il fallimento della squadra biancorossa.
Il 4 agosto firma un contratto triennale con l'Ascoli.
Dopo aver realizzato 2 reti in 13 presenze, il 9 agosto 2019 risolve il contratto con i marchigiani.
Il 29 agosto 2019 ha firmato un contratto con il club olandese del Go Ahead Eagles per un anno.
Il 3 settembre 2020, ha firmato un contratto triennale con algerino del club CR Belouizdad, durante la stagione vince la Supercoppa d'Algeria.

### Nazionale
Il 23 marzo 2016 ha esordito con la nazionale della nazionale under-21 belga.

## Statistiche

### Presenze e reti nei club
Statistiche aggiornate al 4 giugno 2019.
| Stagione        | Squadra            | Campionato      | Campionato | Campionato | Coppe nazionali      | Coppe nazionali | Coppe nazionali | Coppe continentali | Coppe continentali | Coppe continentali | Altre coppe | Altre coppe | Altre coppe | Totale | Totale | Totale |
| Stagione        | Squadra            | Comp            | Pres       | Reti       | Comp                 | Pres            | Reti            | Comp               | Pres               | Reti               | Comp        | Pres        | Reti        | Pres   | Reti   |        |
| --------------- | ------------------ | --------------- | ---------- | ---------- | -------------------- | --------------- | --------------- | ------------------ | ------------------ | ------------------ | ----------- | ----------- | ----------- | ------ | ------ | ------ |
| 2015-2016       | Roda JC            | ED              | 17         | 4          | CO                   | 1               | 1               |                    | -                  | -                  |             | -           | -           | 18     | 5      |        |
| 2016-gen. 2017  | F. Düsseldorf II   | RL              | 1          | 0          | -                    | -               | -               |                    | -                  | -                  |             | -           | -           | 1      | 0      |        |
| 2016-gen. 2017  | Fortuna Düsseldorf | 2.BL            | 6          | 0          | CG                   | 1               | 0               |                    | -                  | -                  |             | -           | -           | 7      | 0      |        |
| gen.-giu. 2017  | MK Dons            | FL1             | 9          | 0          | FACup+CdL+EFL Trophy | -               | -               |                    | -                  | -                  |             | -           | -           | 9      | 0      |        |
| gen.-giu. 2018  | Roda JC            | ED              | 12+1       | 1          | CO                   | 1               | 0               |                    | -                  | -                  |             | -           | -           | 14     | 1      |        |
| Totale Roda JC  | Totale Roda JC     | Totale Roda JC  | 29+1       | 5          |                      | 2               | 1               |                    | -                  | -                  |             | -           | -           | 32     | 6      |        |
| 2018-2019       | Ascoli             | B               | 13         | 2          | CI                   | 0               | 0               |                    | -                  | -                  |             | -           | -           | 13     | 2      |        |
| Totale carriera | Totale carriera    | Totale carriera | 58+1       | 7          |                      | 3               | 1               |                    | -                  | -                  |             | -           | -           | 62     | 8      |        |